# Campeonato de Wimbledon 1936
La edición 56.º del Campeonato de Wimbledon se celebró entre el 22 de junio y el 3 de julio de 1936 en las pistas del All England Lawn Tennis and Croquet Club de Wimbledon, Londres, Inglaterra.
El cuadro individual masculino lo iniciaron 128 jugadores mientras que el femenino lo iniciaron 96 tenistas.

## Hechos destacados
En la competición individual masculina se impuso el británico Fred Perry logrando el tercer y último título que obtendría en el torneo al imponerse en la final al alemán Gottfried von Cramm.
En la competición individual femenina la victoria fue para la americana Helen Hull Jacobs logrando el único título que obtendría en Wimbledon al imponerse a la alemana Hilde Krahwinkel Sperling.

## Palmarés
| Seniors              | Vencedor                  | Resultado               | Finalista                      | Finalista |
| -------------------- | ------------------------- | ----------------------- | ------------------------------ | --------- |
| Individual masculino | Fred Perry                | 6–1, 6–1, 6–0           | Gottfried von Cramm            |           |
| Individual femenino  | Helen Hull Jacobs         | 6–2, 4–6, 7–5           | Hilde Krahwinkel Sperling      |           |
| Dobles masculino     | Pat Hughes Raymond Tuckey | 6–4, 3–6, 7–9, 6–1, 6–4 | Charles Hare Frank Wilde       |           |
| Dobles femenino      | Freda James Kay Stammers  | 6–2, 6–1                | Sarah Fabyan Helen Hull Jacobs |           |
| Dobles mixto         | Dorothy Round Fred Perry  | 7–9, 7–5, 6–4           | Sarah Palfrey Cooke Don Budge  |           |

## Cuadros Finales

### Torneo individual  femenino
| Predecesor: 1935                         | Campeonato de Wimbledon 1936 | Sucesor: 1937                                       |
| Predecesor: Torneo de Roland Garros 1936 | Grand Slam 1936              | Sucesor: Campeonato nacional de Estados Unidos 1936 |

- Datos: Q374001